# Rok w trumnie
Rok w trumnie – powieść Romana Bratnego wydana w roku 1983 przez Krajową Agencję Wydawniczą. Powieść ukazała się w nakładzie 300 000 egzemplarzy.

## Treść
Bratny napisał powieść, opierając się na przeżyciach warszawskiego aktora Jerzego Nasierowskiego. Bohaterem powieści jest Julian, aktor skazany za zbrodnię w afekcie, który został na rok zwolniony z więzienia, w którym odbywał karę. Czas jego wolności przypada od sierpnia 1981, w okresie karnawału Solidarności, do maja 1982, już po wprowadzeniu stanu wojennego. To właśnie ten rok został nazwany trumną dla kraju, tak autor ocenia postawę środowiska aktorskiego. Julian obserwuje rzeczywistość i stara się być obiektywnym obserwatorem, nie opowiadając się za żadną ze stron. Dostrzega niekonsekwencję i obłudę, kiedy najwięksi beneficjenci systemu stali się nagle gorliwymi związkowcami.

## Odbiór
Literat i krytyk Kazimierz Koźniewski wskazuje, że intencją Romana Bratnego była ochrona rewolucji społecznej przed biurokracją, karierowiczostwem, egoizmem i prywatą. Równocześnie krytykuje chęć Bratnego do literackiego uczestnictwa we współczesności, a jednocześnie niechlujność w robocie literackiej, brak spójności fabularnej i kompozycyjnej. Piętnuje również zgoła rynsztokowy język uliczny.
Krytyk Jan F. Lewandowski zauważa, że dla bohatera wydarzenia roku 1981 są niezrozumiałą zabawą Polaków, którzy zrzucili kaganiec nałożony przez ludzi cwanych, rządzących krajem w imię osobistych interesów. Według niego bohater przestaje się bawić dopiero, kiedy dochodzi do tragedii w kopalni "Wujek", a także do samobójstwa jego kuzyna. Wskazuje również na dużą dawkę erotyzmu i seks pokazywany bez najmniejszych hamulców.
Powieść bywa odbierana niekiedy jako paszkwil na NSZZ Solidarność. W powieści zamieszczono wiele obraźliwych stwierdzeń, np. Znaczy się babka klozetowa się cieszy, że jak jest Solidarność, to już nikt nie nasra na deskę.